# Eudoxe de Constantinople
Pour les articles homonymes, voir Eudoxe.
Eudoxe, mort en 370, était évêque d'Antioche avant de monter sur le trône épiscopal de Constantinople ; ce fut l'un des ariens de tendance anoméenne les plus influents au IVe siècle.

## Biographie
Quand Eustathe d'Antioche fut déposé, vers 330, il parvint à se faire ordonner évêque de Germanicie, dans le diocèse d'Antioche, et y passa 17 années au moment des persécutions contre Athanase d'Alexandrie sous les règnes des fils de Constantin le Grand.
Disciple d'Aèce d'Antioche, ami d'Eunome, il représente au synode de la Dédicace, à Antioche en 341, le parti arien radical.
Les circonstances de sa consécration patriarcale à Antioche puis à Constantinople sont vues à travers le prisme de ses adversaires. Entre 355 et 359 il aurait accompagné Constance II en Occident et, mis au courant du décès du patriarche Léonce d'Antioche, il se hâta, sous prétexte de rejoindre Germanicie, de se rendre à Antioche pour s'autoproclamer patriarche, laissant à un ami le soin d'expliquer à l'empereur la situation. Hilaire de Poitiers entendit l'un de ses discours dans lequel il prêchait l'arianisme, et aurait préféré devenir sourd.
Il fut finalement déposé en 359 au concile de Séleucie et se réfugia à Constantinople où, avec l'aide des acaciens dont il épousa les thèses homéennes, il parvint à succéder à Macédonius lors du concile de Constantinople, le 27 janvier 360, en présence de 72 évêques. Le 15 février suivant il inaugura Sainte-Sophie commencée en 342. En 367 il baptisa Valens.

## Écrits
- CPG  3405-3410.